# Zavarivanje TIG postupkom
Zavarivanje TIG postupkom (engl. Tungsten Inert Gas), TIG postupak zavarivanja ili elektrolučno zavarivanje netaljivom elektrodom u zaštiti inertnog plina (engl. Gas Tungsten Arc Welding – GTAW) je ručni postupak zavarivanja u neutralnom zaštitnom plinu ili neutralnoj smjesi plinova, koji koristi netaljivu volframovu elektrodu (ili volfram s dodacima, npr. torijevog oksida ili oksida drugih elemenata kao cirkonij, lantan, itrij) i posebno dodatni materijal. Svojstvo ovog postupka je stabilan električni luk i visoko kvalitetan zavar, ali zahtjeva izuzetne vještine zavarivača i relativno je spor. Iako se može koristiti za skoro sve vrste materijala, najčešće se koristi za zavarivanje nehrđajućih čelika i lakih metala (aluminijeve legure, titanijeve legure). Pogodan za zavarivanje tankih limova (do debljine 6 mm), a često se koristi kod proizvodnje bicikla, zrakoplova i brodova, te kod zavarivanja u prinudnim položajima. U pravilu se volframova elektroda priključuje na (-) pol izvora istosmjerne struje, zbog znatno manjeg trošenja volframove elektrode. Koristi se pulsirajuća struja zavarivanja.
Električni luk se uspostavlja pomoću visokofrekventnog generatora (VF generator), koji se uključuje samo u djeliću sekunde, neposredno pred zavarivanje. Nakon uspostavljanja električnog luka između netaljive volframove elektrode i radnog komada, tj. priključaka na polove električne struje (istosmjerne ili izmjenične), VF generator se isključuje, a postupak zavarivanja se odvija sa (ponekad i bez) dodavanja dodatnog materijala (žice) u električni luk. Nakon toga slijedi taljenje ivica žlijeba za zavarivanje (kod materijala manje debljine – I spoj), odnosno ravnomjerno ručno dodavanje žice za zavarivanje u električni luk, te taljenje žice i stvaranje zavarenog spoja (kod debljih materijala ili kod provarivanja korijena debelih materijala).

## Prednosti i nedostaci
Prednosti zavarivanja TIG postupkom su: kvaliteta zavarenog spoja je vrlo visoka (kako u pogledu broja grešaka u zavarenom spoju, tako i sa stajališta estetskog izgleda i mehaničkih svojstava zavara), pogodan je za reparaturna (popravak) zavarivanja, ima mogućnost zavarivanja u svim položajima zavarivanja, nema rasprskavanja kapljica.
Nedostaci su: viša cijena opreme za zavarivanje (uređaja za zavarivanje) u odnosu na zavarivanje MIG postupkom, kvaliteta zavara još uvijek ovisi o vještini zavarivača, nije pogodan za automatizaciju i robotizaciju, vrijeme za izobrazbu dobrog zavarivača je dugo, daleko manja učinkovitost u odnosu na zavarivanje MIG postupkom i zavarivanje plazmom, dolazi do jakog bljeskanja pri zavarivanju, otežan rad na otvorenom (vjetar!), pri zavarivanju se oslobađaju plinovi (potrebna dobra ventilacija prostora), dugotrajni rad može ostaviti štetne posljedice na zdravlju zavarivača (reuma, oštećenja dišnog sustava).

## Oprema za zavarivanje TIG postupkom

### Netaljive elektrode
Netaljive elektrode za zavarivanje TIG postupkom  (volfram ima talište 3410 °C) mogu biti:
- čisti volfram (zelena),
- volfram + torijev oksid ThO2  (žuta, crvena, ljubičasta),
- volfram + cirkonijev oksid ZrO2 (smeđa, bijela),
- volfram + lantanov oksid LaO2 (crna).

Za netaljive volframove elektrode često je potrebno oblikovanje (brušenje elektrode zbog gubitka geometrije).

### Zaštitni plin
Zaštitni plin se koristi kod elektrolučnog zavarivanja, kod postupaka: zavarivanje TIG postupkom, zavarivanje MIG postupkom i zavarivanje MAG postupkom. Zaštitni plin kod ovih postupaka bitno određuje kvalitetu zavarenog spoja. U počecima uvođenja postupka zavarivanja u atmosferi zaštitnog plina uobičajeno je bilo svega nekoliko pojedinačnih plinova, na primjer kod zavarivanja MIG postupkom čisti argon, a kod zavarivanja MAG postupkom čisti ugljikov dioksid. Danas prevladavaju mješavine plinova. U međuvremenu je količina standardiziranih plinskih mješavina znatno povećana, jer se kao dijelovi u mješavini ne primjenjuju samo argon i CO2, već također i kisik, helij, vodik i dušik. Podjela različitih zaštitnih plinova dana je u europskom standardu EN „Zaštitni plinovi za elektrolučno zavarivanje i rezanje“. Zbog uobičajnosti korištenja argona kao zaštitnog plina, TIG postupak zavarivanja naziva se i argonsko zavarivanje.